# Freestyle-Skiing-Weltmeisterschaften 1993
Die 5. Freestyle-Skiing-Weltmeisterschaften fanden vom 11. bis 14. März 1993 im österreichischen Altenmarkt-Zauchensee statt. Die Vergabe war am 12. Juni 1992 beim 38. FIS-Kongress in Budapest erfolgt.

## Männer

### Kombination
| Platz | Land       | Sportlerin        |
| ----- | ---------- | ----------------- |
| 1     | Russland   | Sergei Schuplezow |
| 2     | USA        | Trace Worthington |
| 3     | Österreich | Hugo Bonatti      |
| 4     | Usbekistan | Sergey Brener     |
| 5     | Kanada     | Darcy Downs       |

Datum: 11. März 1993

### Ballett
| Platz | Land        | Sportlerin        |
| ----- | ----------- | ----------------- |
| 1     | Frankreich  | Fabrice Becker    |
| 2     | Norwegen    | Rune Kristiansen  |
| 3     | USA         | Lane Spina        |
| 4     | Schweiz     | Heini Baumgartner |
| 5     | Italien     | Roberto Franco    |
| 6     | USA         | Steven Roxberg    |
| 7     | Deutschland | Armin Weiß        |
| 8     | Kanada      | Korry Zepik       |
| 9     | Deutschland | Klaus Mühlstein   |
| 10    | Schweiz     | Konrad Hilpert    |

Datum: 12. März 1993

### Moguls
| Platz | Land       | Sportlerin        |
| ----- | ---------- | ----------------- |
| 1     | Kanada     | Jean-Luc Brassard |
| 2     | Frankreich | Fabien Bertrand   |
| 3     | Frankreich | Olivier Cotte     |
| 4     | Frankreich | Paul Costa        |
| 5     | Frankreich | Bruno Bertrand    |
| 6     | Schweden   | Jörgen Pääjärvi   |
| 7     | Kanada     | John Smart        |
| 8     | Russland   | Sergei Schuplezow |
| 9     | Australien | Adrian Costa      |
| 10    | Russland   | Andrei Iwanow     |

Datum: 13. März 1993

### Aerials
| Platz | Land                   | Sportlerin        |
| ----- | ---------------------- | ----------------- |
| 1     | Kanada                 | Philippe Laroche  |
| 2     | Vereinigtes Königreich | Richard Cobbing   |
| 3     | Frankreich             | Jean-Marc Bacquin |
| 4     | Frankreich             | Alexis Blanc      |
| 5     | USA                    | Trace Worthington |
| 6     | USA                    | Chip Milner       |
| 7     | Belarus                | Wassil Warabjou   |
| 8     | Kanada                 | Nicolas Fontaine  |
| 9     | USA                    | Kris Feddersen    |
| 10    | Kanada                 | Lloyd Langlois    |

Datum: 13. März 1993

## Frauen

### Kombination
| Platz | Land                   | Sportlerin       |
| ----- | ---------------------- | ---------------- |
| 1     | Kanada                 | Katherina Kubenk |
| 2     | Russland               | Natalja Orechowa |
| 3     | USA                    | Kristean Porter  |
| 4     | Schweiz                | Maja Schmid      |
| 5     | Vereinigtes Königreich | Jilly Curry      |

Datum: 11. März 1993

### Ballett
| Platz | Land                   | Sportlerin           |
| ----- | ---------------------- | -------------------- |
| 1     | USA                    | Ellen Breen          |
| 2     | USA                    | Sharon Petzold       |
| 3     | Frankreich             | Cathy Féchoz         |
| 4     | Schweden               | Annika Johansson     |
| 5     | Vereinigtes Königreich | Julia Snell          |
| 6     | Russland               | Jelena Batalowa      |
| 7     | USA                    | Karen Hunter         |
| 8     | Kanada                 | Katherina Kubenk     |
| 9     | Schweiz                | Gabi Schmid          |
| 10    | Österreich             | Edith Sebesta-Preiss |

Datum: 12. März 1993

### Moguls
| Platz | Land        | Sportlerin           |
| ----- | ----------- | -------------------- |
| 1     | Norwegen    | Stine Lise Hattestad |
| 2     | Italien     | Petra Moroder        |
| 3     | Kanada      | Bronwen Thomas       |
| 4     | Deutschland | Tatjana Mittermayer  |
| 5     | USA         | Liz McIntyre         |
| 6     | Frankreich  | Candice Gilg         |
| 7     | USA         | Rachel Savitt        |
| 8     | Frankreich  | Raphaëlle Monod      |
| 9     | USA         | Ann Battelle         |
| 10    | Schweiz     | Sandrine Vaucher     |

Datum: 13. März 1993

### Aerials
| Platz | Land       | Sportlerin          |
| ----- | ---------- | ------------------- |
| 1     | Usbekistan | Lina Tscherjasowa   |
| 2     | Schweden   | Marie Lindgren      |
| 3     | USA        | Kristean Porter     |
| 4     | USA        | Nikki Stone         |
| 5     | Kanada     | Kennedy Ryan        |
| 6     | USA        | Sue Michalski-Cagen |
| 7     | Schweiz    | Colette Brand       |
| 8     | Australien | Jacqui Cooper       |
| 9     | Norwegen   | Hilde Synnøve Lid   |
| 10    | Kanada     | Caroline Olivier    |

Datum: 14. März 1993

## Medaillenspiegel
| Platz  | Land                   |   |   |   |    |
| ------ | ---------------------- | - | - | - | -- |
| 1      | Kanada                 | 3 | – | 1 | 4  |
| 2      | USA                    | 1 | 2 | 3 | 6  |
| 3      | Frankreich             | 1 | 1 | 3 | 5  |
| 4      | Norwegen               | 1 | 1 | – | 2  |
| 4      | Russland               | 1 | 1 | – | 2  |
| 6      | Usbekistan             | 1 | – | – | 1  |
| 7      | Vereinigtes Königreich | – | 1 | – | 1  |
| 7      | Italien                | – | 1 | – | 1  |
| 7      | Schweden               | – | 1 | – | 1  |
| 10     | Österreich             | – | – | 1 | 1  |
| Gesamt | Gesamt                 | 8 | 8 | 8 | 24 |